# 哈拉尔德·弗里奇
哈拉尔德·弗里奇（德語：Harald Fritzsch，1943年2月10日—），德国理论物理学家和科普作家，研究基本粒子，是量子色动力学的奠基人之一，在夸克理论和量子色动力学发展方面作出了重要贡献。

## 生平
哈拉尔德·弗里奇出生于茨维考，1963年至1968年在莱比锡大学学习物理，1968年作为发起人之一，在德意志民主共和国发起了反对爆破莱比锡有700年历史的圣保利教堂的抗议行动，一些抗议活动的参与者被判多年监禁，而弗里奇于1968年同一个朋友一起，从当时的社会主义阵营冒险驾小船渡过黑海逃往土耳其。
此后，弗里奇在慕尼黑继续他的学业，并与德国物理学家、量子力学的奠基人之一維爾納·海森堡（1932年诺贝尔物理学奖）一同工作，1971年获得博士学位后，在日内瓦的欧洲核子研究组织（CERN）工作了一年，与美国物理学家默里·盖尔曼（1969年诺贝尔物理学奖）共事。其后，他与盖尔曼一起转去美国帕萨迪纳的加州理工学院（Caltech）。1977年至1978年任伍珀塔尔大学教授，1979年至1980年转去伯恩大学，1980年起任慕尼黑大学教授。弗里奇是柏林-勃兰登堡科学学会的会员。

## 研究
1971年，弗里奇与盖尔曼在假设色对称是完全对称的条件下，提出色量子数的概念。一年后，他们又提出强相互作用的规范场论，即如今被作为强相互作用的正确理论的量子色动力学。1975年弗里奇与Peter Minkowski共同发表论文，首次讨论了SO(n)群的大统一对称性。弗里奇也对轻子和夸克的合成模型、夸克和轻子的质量矩阵、重夸克的弱衰变、宇宙论、物理学基本常数等进行了研究。
量子色动力学领域的第一项诺贝尔物理学奖，在2004年授予了三位美国物理学家戴维·格娄斯、休·波利策和弗朗克·韦尔切克，以表彰他们发现强相互作用理论中的渐近自由现象，他们对夸克力的计算却得益于弗里奇此前所作出的基础性贡献，他与导师盖尔曼一同开创了量子色动力学，而盖尔曼在此前因对基本粒子的分类及其相互作用的发现，已经获得过1969年的诺贝尔物理学奖。弗里奇对于诺贝尔物理学奖没有授予量子色动力学的发现而感到惋惜：“作为一个诺贝尔奖得主的学生，虽然会有很好的前途，但也因此难以再获得诺贝尔奖。”（德国《时代》周报，DIE ZEIT 07.10.2004 Nr.42）

## 科普作家
弗里奇也是科学普及书籍作家，1980年在慕尼黑出版的《Quarks》（夸克）一书被翻译成二十多种文字，《Vom Urknall zum Zerfall》（从大爆炸到衰变）也被翻译成多国文字。在1992年后出版的书中，弗里奇采用了一种罕见的方式来阐述科学：牛顿、爱因斯坦和虚构的当代物理学家Adrian Haller讨论困难的物理问题。由于系列丛书的成功，弗里奇在1994年获得了德国物理学会颁发的自然科学出版物奖章。弗里奇还在1990年出版了他的自传《Flucht aus Leipzig》（逃离莱比锡），在书中描述了他对德国统一社会党的反抗，以及此后逃往西方的经历。

## 著作
- 1981年《Quarks》（夸克）
- 1983年《Vom Urknall zum Zerfall》（从大爆炸到衰变）
- 1988年《Eine Formel verändert die Welt》（改变世界的方程）
- 1990年《Flucht aus Leipzig》（逃离莱比锡）
- 1996年《Die verbogene Raum-Zeit》（弯曲的时空）
- 2001年《Eine Formel verändert die Welt. Newton, Einstein und die Relativitätstheorie》（改变世界的方程：牛顿、爱因斯坦和相对论）
- 2004年《Elementarteilchen》（基本粒子）
- 2005年《Materie in Raum und Zeit》（空间中的物质和时间）
- 2005年《Das absolut Unveränderliche》（绝对的不变量）